# جعفر ابراهیمی ازندریانی
جعفر ابراهیمی ازندریانی، بازرس شورای هماهنگی تشکل‌های صنفی فرهنگیان، زندانی سیاسی، عضو کانون صنفی معلمان تهران، فعال حوزه دفاع از حقوق کودکان و از اعضای انجمن یاری کودکان در معرض خطر است. او سال‌هاست برای حقوق کودکان و آموزش برابر و عادلانه تلاش می‌کند. او همچنین معلم در شهریار با سابقه ۲۳ سال بود که سال ۱۴۰۲ بازخرید و اخراج شد. او در حوزه های اموزشی، صنفی و اجتماعی هم یادداشت و مقاله می گ‌نویسد.
جعفر ابراهیمی پنجم دیماه برای حضور در مراسم چهلم پویا بختیاری و جان‌باختگان خیزش آبان‌ماه به بهشت سکینه کرج رفته بود، از سوی ماموران حاضر بازداشت شد. او پیش‌تر در تاریخ ۲۰ خردادماه ۱۳۸۸ نیز بازداشت شده بود و ۱۴۰ روز را تحت بازداشت در بند ۲۰۹ زندان اوین به سر ‌برده بود.
جعفر ابراهیمی ۱۰ اردیبهشت ماه در آستانه روز معلم به همراه چند تن دیگر از فعالان صنفی معلمان از جمله محمد حبیبی، رسول بداقی، علی اکبر باغانی، اسکندر لطفی، شعبان محمدی و مسعود نیکخواه بازداشت و به بازداشتگاه وزارت اطلاعات موسوم به بند ۲۰۹ زندان اوین منتقل شده بودند. ششم آذرماه دادگاه تجدید نظر حکم پنج سال زندان این معلم را تایید کرد. اتهام‌های ابراهیمی «اجتماع و تبانی علیه امنیت ملی» و «تبلیغ علیه نظام» عنوان شده است.

## تبعید به زندان قزل حصار
شورای هماهنگی تشکل‌های صنفی فرهنگیان ایران روز یکشنبه ۱۲ شهریور در کانال تلگرامی خود نوشت صبح یکشنبه جعفر ابراهیمی  که در شرایط وخیم بیماری به سر می‌برد، بدون هماهنگی قبلی، به بهانه انتقال به بهداری، بدون امکان دسترسی به وسایل شخصی از جمله داروها و کارت تلفن به زندان قزل حصار کرج منتقل شد.
همزمان حسین رزاق، از هم بندیان معلمان زندانی در نامه‌ای از زندان اوین ضمن اعتراض به «مرگ خاموش زندانیان در زندان»، نسبت به وخامت وضعیت جسمی ابراهیمی ابراز نگرانی کرد. او در پایان نامه خود به نام برخی از زندانیان که وضعیت جسمی آنان وخیم شده اشاره کرد و نوشت: «دوستانی همچون الهه محمدی، ویدا ربانی، سها مرتضایی، رضا شهابی، مهدی محمودیان، اسدالله هادی و جعفر ابراهیمی عزیز که این روزها احوالش رو به وخامت است و فقط وعده داده می‌شود و توانی نیست برای شفا.»
سیزده زندانی انتقال‌یافته از زندان اوین به زندان قزل حصار از جمله جعفر ابراهیمی در اعتراض به شرایط خود از روز ۱۲ شهریور دست به اعتصاب غذا زده‌اند.
کانون مدافعان حقوق بشر به تازگی در نامه‌ای به جاوید رحمان، گزارشگر ویژه سازمان ملل در امور حقوق بشر ایران، از نگهداری سیزده زندانی سیاسی در بند «زندانیان خطرناک» قزل‌ حصار و بدون کمترین امکانات بهداشتی و تغذیه خبر داده و اضافه کرده بود که آنها در اعتراض به این اقدام «غیرقانونی» دست به اعتصاب غذا زده‌اند.
اسامی سایر زندانیان انتقال‌یافته به زندان قزل حصار: لقمان امین‌‌پور، سعید ماسوری، افشین بایمانی، سپهر امام‌‌جمعه، زرتشت احمدی‌راغب، محمد شافعی، سامان صیدی (یاسین)، حمزه سواری، احمدرضا حائری، رضا سلمان‌زاده و مسعودرضا ابراهیمی‌نژاد